# Calliostoma monikae
Calliostoma monikae is een slakkensoort uit de familie van de Calliostomatidae. De wetenschappelijke naam van de soort is voor het eerst geldig gepubliceerd in 2007 door Stratmann & Schwabe.